# Puy de Paugnat
Der Puy de Paugnat ist ein erloschener Vulkan (Schlackenkegel) im französischen Département Puy-de-Dôme, der zur Chaîne des Puys gehört. 

## Géographie
Der Puy de Paugnat gehört zum Gemeindegebiet von Charbonnières-les-Varennes (Region Auvergne-Rhône-Alpes) und befindet sich 500 Meter südwestlich vom namensgebenden Ortsteil Paugnat. 1,5 Kilometer weiter östlich liegt Moulet-Marcenat, ein Ortsteil der Gemeinde Volvic. Der Schlackenkegel wird von anderen Vulkanbauten umringt, wie beispielsweise dem Puy de la Nugère 2,5 Kilometer im Südsüdosten, von dem er durch den Wald Bois Latia abgetrennt wird, dem Puy de la Gouly und dem Puy la Baneyre 1,5 Kilometer im Südwesten, dem Puy de Pradet 1 Kilometer im Westen  sowie dem Puy de Verrières und dem Puy du Thiolet 2 Kilometer im Nordwesten. Auf seiner Nordseite führt die D 16/D 90  vorbei und auf seiner Südwestseite verläuft die Bahnstrecke von Clermont-Ferrand nach Montluçon und zum Mont-Dore im Süden. Um den Vulkan führt ein Rundwanderweg, von dem ein Teilstück vom Fernwanderweg GR 4411 benutzt wird.

## Geologie

### Einführung
Die Chaîne des Puys ist der jüngste Vulkanbezirk Frankreichs mit typisch alkalinem Intraplattenvulkanismus. Sie kann über 100 Vulkanzentren vorweisen, die über einem gewölbten Horst des variszischen Grundgebirges, dem Plateau des Dômes,  angelegt wurden. Dieses Plateau besteht im Norden aus Rhyolithtuffen des Viséums, weiter im Süden jedoch aus peralkalischen Granitoiden des Oberkarbons sowie migmatitschen Gneisen des frühen Paläozoikums. Es wird im Osten vom Limagnegraben und im Westen vom Graben von Olby (Fossé d’Olby) begrenzt. Die Vulkane sind über eine Distanz von 30 Kilometer in einem 3 bis 4 Kilometer breiten Band in Nord-Süd-Richtung aufgereiht und verlaufen somit parallel zur Randstörung des Limagnegrabens. 
Der Vulkanismus setzte zu Beginn der Würm-Eiszeit gegen 100.000 Jahre BP ein und überdauerte bis nahezu 4.000 Jahre BP, wobei der Hauptteil der Vulkanzentren zwischen 13.500 und 7.000 Jahre BP entstand, mit einem Maximum bei 10.000 Jahre BP für die Basalte. Es ist fraglich, ob er mittlerweile vollkommen erloschen ist.
Die geförderten Magmen bilden eine durch fraktionierte Kristallisation differenzierte Magmenserie, die von kaliumreichen Alkalibasalten über Mugearite und Benmoreite (selten) bis hin zu  Trachyten reicht. Es wurden insgesamt rund 8 Kubikkilometer an basaltischen Laven sowie 1 bis 2 Kubikkilometer als zähflüssige Lavadome aufgedrungene Trachyderivate gebildet.

### Beschreibung
Der Puy de Paugnac liegt im Nordabschnitt der Chaîne des Puys, etwas östlich abgesondert von der Hauptkette. Der abgerundete Schlackenkegel kulminiert auf 896 Meter Meerhöhe und überragt die ihn umgebende Ebene um rund hundert Meter. Im Unterschied zu den anderen Vulkanen der Chaîne des Puys weist sein Gipfel aber keinen Krater auf. Seine Abhänge sind mit Ausnahme der mittlerweile von einem großen Steinbruch  vollkommen abgebauten Nordostseite bewaldet. Der Steinbruch hatte seit über 50 Jahren auf einer Fläche von 11,8 Hektar die Puzzolane im Tagebau abgebaut, wurde aber dann im Jahr 2001 endgültig geschlossen.
Der Steinbruch ermöglicht einen hervorragenden Einblick in den Internaufbau eines strombolianischen Vulkans. Die Schichtung der Scoria fällt parallel zur Böschung des Kegels mit einem Winkel von 30° radial vom Zentrum nach außen weg ein – dem natürlichen Einfallswinkel von Lockermaterial. Zwei ineinander übergehende Fazies lassen sich unterscheiden – eine Kernfazies, deren rotgefärbte Scoria die Oxidation des Eisens in den Sedimenten zu erkennen gibt sowie eine schwarzgefärbte, reduzierte Randfazies. Die mittleren Korngrößen wechselten im Verlauf der Eruption und geben somit unterschiedlich starke Ausbruchspulse zu erkennen. Unter der Puzzolane finden sich spindelförmige Bomben unterschiedlicher Größe und wunderschön im Fluge verdrehte Lavenbruchstücke.

## Datierung
Guérin (1983) fand mittels Thermoluminiszenz für den Puy de Paugnat ein Alter von 30.500 ± 7.000 Jahre BP, sein Ausbruch war somit gegen Ende der Würm-Eiszeit erfolgt. Ganz ähnlich auch Brousse und Levfevre (1990), die mittels Thermoluminiszenz ein Alter von 30.600 ± 3.400 Ja hre BP bestimmen konnten. Eine Probennahme südlich der D 16 bei Moulet-Marcenat durch Guérin ergab mittels TL 30.550 ± 3.500 Jahre BP.